# Cara Mia (David Whitfield-låt)
Cara Mia är en sång skriven av Tulio Trapani och Lee Lange, och ursprungligen inspelad av David Whitfield 1954.
I Sverige hade Shanes en hit med låten på Tio i topp 1968 .